# Babakan (Ciparay)
Babakan is een bestuurslaag in het regentschap Bandung van de provincie West-Java, Indonesië. Babakan telt 6844 inwoners (volkstelling 2010).